# Kithaur
Kithaur è una suddivisione dell'India, classificata come nagar panchayat, di 23.510 abitanti, situata nel distretto di Meerut, nello stato federato dell'Uttar Pradesh. 